# Новосёлка (Донецкая область)
Новосёлка (укр. Новосілка) — село на Украине, находится в Великоновосёлковском районе Донецкой области.
Код КОАТУУ — 1421281403. Население по переписи 2001 года составляет 104 человека. Почтовый индекс — 85535. Телефонный код — 6243.

## История
В 1945 г. постановлением Сталинского облисполкома хутор Нейгейм Нейгеймского сельсовета Больше-Янисольского района переименован в Тимощенко.
В 1945 г. Указом Президиума ВС УССР хутор Нейгейм переименован в Новосёловку
19 февраля 2025 г. село оккупировано ВС РФ.

## Адрес местного совета
85535, Донецкая область, Великоновосёлковский район, с. Зелёное поле, ул. Ленина, 20а, 92-4-10